# Ganglios paraaórticos
Los Nódulos paraaórticos son un grupo numeroso de 40 a 50 ganglios linfáticos, dispuestos de manera discontinua alrededor de la aorta abdominal, que drenan linfa de los miembros inferiores, de la pelvis y las vísceras abdominales. De acuerdo a su disposición alrededor de la aorta, los ganglios paraaórticos se dividen en grupos preaórticos, grupos retroaórticos y grupos latero-aórticos derechos e izquierdos.